# Lista flag Korei Północnej

## Flagi narodowe
| Flaga | Lata użytkowania | Użytkownik     | Konstrukcja |
| ----- | ---------------- | -------------- | --- |
|       | od 1992          | Korea Północna | Prostokąt z pasami niebieskimi u góry i dołu, wąskimi białymi pasami oraz czerwonym środkiem z czerwoną gwiazdą w białym kole. W stosunku do flagi z lat 1948–1992 różni się odcieniami oraz wielkością koła z czerwoną gwiazdą. |

### Flagi historyczne
| Flaga | Lata użytkowania | Użytkownik                                | Konstrukcja |
| ----- | ---------------- | ----------------------------------------- | --- |
|       | 1946–1948        | Tymczasowy Komitet Ludowy Korei Północnej | Białe prostokątne tło, czerwony i niebieski Taegeuk w centrum symbolizujący równowagę i cztery czarne trygramy na każdym rogu flagi. |
|       | 1948–1992        | Korea Północna                            | Prostokąt z pasami niebieskimi u góry i dołu, wąskimi białymi pasami oraz czerwonym środkiem z czerwoną gwiazdą w białym kole.       |

## Flagi regionalne
| Flaga | Lata użytkowania | Użytkownik                               | Konstrukcja                                |
| ----- | ---------------- | ---------------------------------------- | ------------------------------------------ |
|       | od 2002          | Specjalny Region Administracyjny Sinŭiju | Turkusowe prostokątne tło, biała magnolia. |

## Flagi polityczne
| Flaga | Lata użytkowania | Użytkownik                                  | Konstrukcja |
| ----- | ---------------- | ------------------------------------------- | --- |
|       | od 1949          | Partia Pracy Korei                          | Czerwone prostokątne tło, skrzyżowane: młotek (robotników), pędzel (intelektualistów) i sierp koreański (chłopów). |
|       | od 1946          | Liga Młodzieży KRLD                         | Czerwone prostokątne tło, godło Ligi Młodzieży z napisem „Młodzież” (청년) na godle.                               |
|       | od 1945          | Socjalistyczny Związek Kobiet Korei         | Czerwone prostokątne tło, biały pas z niebieskim napisem „Liga Kobiet” (녀성 동맹).                                |
|       | od 2018          | Przewodniczący Komisji Spraw Stanowych KRLD | Czerwone prostokątne tło, godło Przewodniczącego Komisji Spraw Stanowych KRLD.                                     |

## Flagi wojskowe
| Flaga | Lata użytkowania | Użytkownik                                                  | Konstrukcja |
| ----- | ---------------- | ----------------------------------------------------------- | --- |
|       | od 1948          | Koreańska Armia Ludowa                                      | Prostokąt z pasami niebieskimi u góry i dołu, wąskimi białymi pasami oraz czerwonym środkiem, godłem Korei Północnej, hasło: „Dla zjednoczenia i niezależności ojczyzny i ludu” (조국 의 통립 과 인민 을 위하여). |
|       | od 2002          | Naczelny dowódca Koreańskiej Armii Ludowej                  | Czerwone prostokątne tło, gwiazda Naczelnego dowódcy. |
|       | od 1948          | Wojska lądowe Koreańskiej Armii Ludowej                     | Prostokąt z pasami niebieskimi u góry i dołu, wąskimi białymi pasami oraz czerwonym środkiem, godło KAL, hasło: „Za zjednoczenie i niepodległość ojczyzny, wolność i szczęście ludu” (조국 의 통일 독립 과, 인민 의 자유 와 행복 을 위하여). 4.25 upamiętnia założenie antyjapońskiej armii ludowej w dniu 25 kwietnia 1932. |
|       | od 1948          | Marynarka wojenna Koreańskiej Armii Ludowej                 | Biało-granatowe tło, godło KAL z kotwicą, hasło: „Za zjednoczenie i niepodległość ojczyzny, wolność i szczęście ludu” (조국 의 통일 독립 과, 인민 의 자유 와 행복 을 위하여). 4.25 upamiętnia założenie antyjapońskiej armii ludowej w dniu 25 kwietnia 1932.                                                                |
|       | od 1948          | Siły Powietrzne Koreańskiej Republiki Ludowo-Demokratycznej | Błękitno-granatowe tło, godło KAL ze skrzydłami, hasło: „Za zjednoczenie i niepodległość ojczyzny, wolność i szczęście ludu” (조국 의 통일 독립 과, 인민 의 자유 와 행복 을 위하여). 4.25 upamiętnia założenie antyjapońskiej armii ludowej w dniu 25 kwietnia 1932.                                                         |
|       |                  | Siły strategiczne Koreańskiej Armii Ludowej                 | Zielone tło, godło KAL z globem, hasło: „Za zjednoczenie i niepodległość ojczyzny, wolność i szczęście ludu” (조국 의 통일 독립 과, 인민 의 자유 와 행복 을 위하여). 4.25 upamiętnia założenie antyjapońskiej armii ludowej w dniu 25 kwietnia 1932.                                                                         |
|       |                  | Dowództwo Operacji Specjalnych Koreańskiej Armii Ludowej    | Granatowe tło, godło KAL z Wielkim Wozem, hasło: „Za zjednoczenie i niepodległość ojczyzny, wolność i szczęście ludu” (조국 의 통일 독립 과, 인민 의 자유 와 행복 을 위하여). 4.25 upamiętnia założenie antyjapońskiej armii ludowej w dniu 25 kwietnia 1932.                                                                |
|       | od 1948          | Czerwona Gwardia Robotniczo-Chłopska                        | Czerwone tło, godło Czerwonej Gwardii Robotniczo-Chłopskiej, hasło: „Za zjednoczenie i niepodległość ojczyzny, wolność i szczęście ludu” (조국 의 통일 독립 과, 인민 의 자유 와 행복 을 위하여). 4.25 upamiętnia założenie antyjapońskiej armii ludowej w dniu 25 kwietnia 1932.                                             |
|       | od 1990          | Bandera wojenna KRLD                                        | Czerwone tło, godło: Pektu-san w promieniach z czerwoną gwiazdą. |
|       | od 1990          | Bandera wojenna KRLD (jednostki Gwardii)                    | Czerwone tło, godło: Pektu-san w promieniach z czerwoną gwiazdą. |

### Flagi historyczne
| Flaga | Lata użytkowania | Użytkownik                                                  | Konstrukcja |
| ----- | ---------------- | ----------------------------------------------------------- | --- |
|       | 1997–2011        | Wojska lądowe Koreańskiej Armii Ludowej                     | Prostokąt z pasami niebieskimi u góry i dołu, wąskimi białymi pasami oraz czerwonym środkiem, godło KAL, hasło: „Obrońmy siedzibę rewolucji, której przewodniczył wielki towarzysz Kim Dzong Il z naszym życiem!” (위대한 김정일 동지 를 으로 으로 하는 의 수뇌부 를 목숨 으로 사수 하자!). |
|       | 1997–2011        | Marynarka wojenna Koreańskiej Armii Ludowej                 | Biało-granatowe tło, godło KAL z kotwicą, hasło: „Obrońmy siedzibę rewolucji, której przewodniczył wielki towarzysz Kim Dzong Il z naszym życiem!” (위대한 김정일 동지 를 으로 으로 하는 의 수뇌부 를 목숨 으로 사수 하자!).                                                                |
|       | 1997–2011        | Siły Powietrzne Koreańskiej Republiki Ludowo-Demokratycznej | Błękitno-granatowe tło, godło KAL ze skrzydłami, hasło: „Obrońmy siedzibę rewolucji, której przewodniczył wielki towarzysz Kim Dzong Il z naszym życiem!” (위대한 김정일 동지 를 으로 으로 하는 의 수뇌부 를 목숨 으로 사수 하자!).                                                         |

## Flagi sportowe
| Flaga | Lata użytkowania | Nazwa              | Wykorzystanie |
| ----- | ---------------- | ------------------ | --- |
|       | od 1991          | Flaga Zjednoczenia | Flaga używana przez oba państwa koreańskie – Koreę Północną i Południową – w trakcie niektórych zawodów sportowych. |